# Зимовье (Восточно-Казахстанская область)
Зимовье (каз. Зимовье) — село в Глубоковском районе Восточно-Казахстанской области Казахстана. Входит в состав Быструшинского сельского округа. Код КАТО — 634055300.

## Население
В 1999 году население села составляло 315 человек (170 мужчин и 145 женщин). По данным переписи 2009 года в селе проживало 257 человек (142 мужчины и 115 женщин).